# Rapport (journal)
Pour les articles homonymes, voir Rapport.
Rapport est un hebdomadaire sud-africain dominical de langue afrikaans, fondé en 1970.

## Historique
Rapport est issu de la fusion, en 1970, entre les titres dominicaux Die Beeld et Dagbreek, propriété respective des groupes concurrents Naspers et Perskor,. Il est désormais édité par Media24. 
Publié à Johannesbourg, Rapport est un journal indépendant des partis politiques, qui défend la démocratie et dénonce la corruption.

## Diffusion
Rapport atteint à une époque[Quand ?] une diffusion de 325 000 exemplaires.
Au troisième trimestre 2019, sa diffusion est de 98 647 exemplaires.